# Mieczysław Tracz

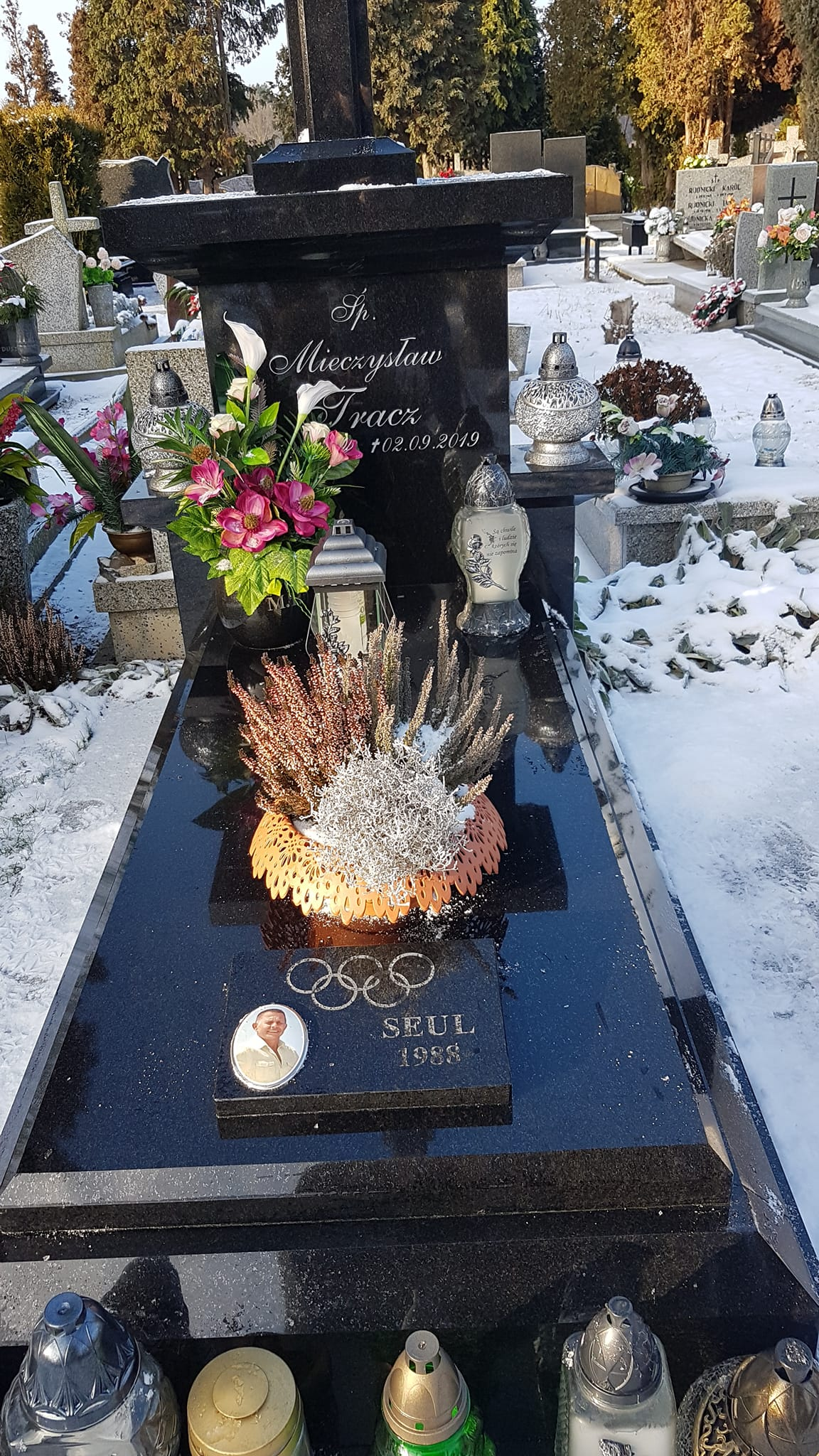
Grób Mieczysława Tracza

Mieczysław Tracz (ur. 15 listopada 1962 w Żarach, zm. 2 września 2019 tamże) – polski zapaśnik klasyczny występujący w wagach koguciej i piórkowej. 

## Życiorys
Starszy brat Józefa Tracza, również zapaśnika.
Reprezentował barwy najpierw LKS Agrosu Żary, zaś od 1977 WKS Śląska Wrocław. Trzykrotnie, w latach 1983, 1984 (w wadze koguciej) i w 1988 (w wadze piórkowej), zdobył złoty medal mistrzostw Polski. Za zajęcie czwartego miejsca na mistrzostwach Europy w 1985 rok później został wybrany Mistrzem Sportu. W 1987 na mistrzostwach świata został sklasyfikowany na siódmej pozycji. W następnym roku na igrzyskach olimpijskich w Seulu dotarł do trzeciej rundy, w której uległ przyszłemu mistrzowi olimpijskiemu Kamandarowi Madżydowowi z ZSRR. W tym samym roku na mistrzostwach Europy zajął piątą lokatę.
Był żonaty, miał dwóch synów (Łukasza i Michała).